# Ярмолюк Василь Іванович
Ярмолюк Василь Іванович (псевдо: Великий; 1924, Миколаїв, Радехівський район, Львівська область — 3 листопада 1948, Миколаїв, Радехівський район, Львівська область) — лицар Бронзового хреста бойової заслуги УПА.

## Життєпис
Освіта — 4 класи народної школи. Член Юнацтва ОУН із 1942 р. Стрілець сотні УПА «Кочовики» (поч. 1944—1945), зв'язковий керівника Лопатинського районного проводу ОУН Антона Горбача — «Зуба» (поч. 1945 — літо 1945), референт СБ Миколаївського кущового проводу ОУН (літо 1945 — 11.1948).
Трагічно загинув від вибуху гранати. Похований на цвинтарі села Миколаїв. Тіло викопане більшовиками та забране до Лопатина. Місце поховання не відоме. 

## Нагороди
Відзначений Бронзовим хрестом бойової заслуги (30.11.1949).